# Lepidium abrotanifolium
Lepidium abrotanifolium är en korsblommig växtart som beskrevs av Porphir Kiril Nicolai Stepanowitsch Turczaninow. Lepidium abrotanifolium ingår i släktet krassingar, och familjen korsblommiga växter. Inga underarter finns listade i Catalogue of Life.